# Rolf Biland
Rolf Biland (Baden, 1º aprile 1951) è un pilota motociclistico svizzero, vincitore di 7 titoli nel motomondiale nei sidecar.

## Carriera
Esordì come passeggero nel sidecar del connazionale Fritz Hänzi, facendo il suo debutto internazionale nella gara d'apertura del Circuito Paul Ricard, nel 1970.. Passato al ruolo di pilota, divenne campione svizzero nel 1973 ed esordì nel Motomondiale al GP di Francia 1974 su un CAT a motore Crescent, con cui terminò il campionato al 9º posto con un podio (secondo a Imola). L'anno successivo vinse il suo primo Gran Premio, quello della Germania Ovest, stabilendo il record di più giovane sidecarista vincitore di un GP.

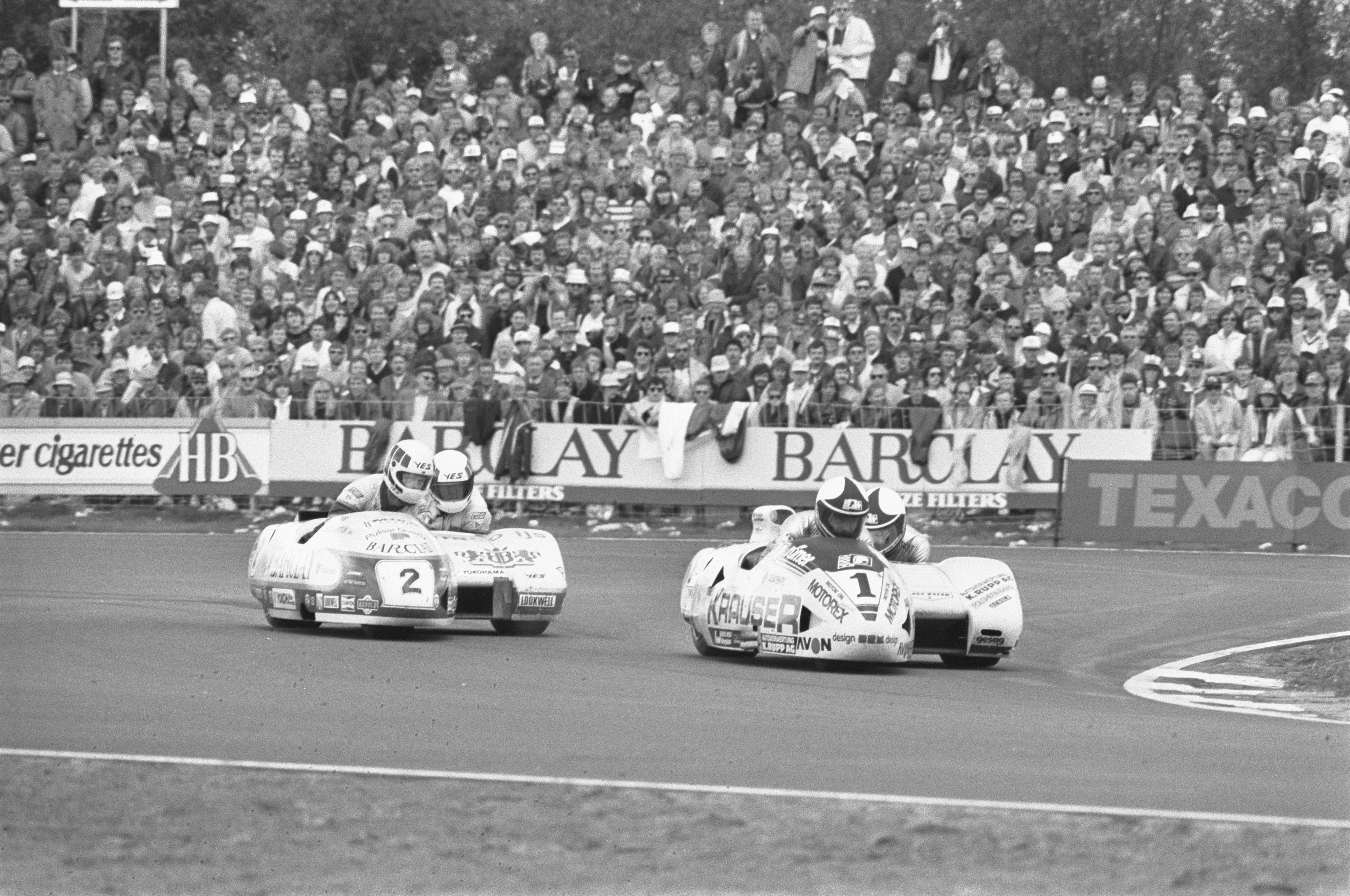
Biland (n. 1) al GP d'Olanda 1984.

Nel 1978 Biland vinse il suo primo titolo, con il britannico Kenneth Williams come passeggero. In quella stagione si fece notare per l'uso di un innovativo telaio, il BEO, a motore posteriore e due ruote motrici. La stagione 1979 vide la categoria dei sidecar dividersi in due: una classe per i sidecar tradizionali (la B2A) e una per i prototipi (la B2B). Lo svizzero si presentò in entrambe le classi, vincendo il titolo in B2A e arrivando secondo in B2B, in entrambi i casi con Kurt Waltisperg come suo passeggero.
Dal 1979 Biland iniziò il sodalizio con i telai LCR, con i quali correrà fino al suo ritiro. Il terzo titolo del pilota elvetico arrivò nel 1981, e il quarto nel 1983, dopo aver perso per un soffio il titolo 1982. Biland dovette attendere nove anni per il quinto titolo, conquistato nel 1992. Nel frattanto, a partire dal 1985 lo svizzero passò dai motori Yamaha ai Krauser. Con i motori tedeschi vinse i titoli 1992 e 1993, prima cambiare ancora propulsore e adottare lo Swissauto, con cui vinse il suo settimo titolo, nel 1994. La carriera di Biland come pilota di sidecar terminò nel 1997, quando i "tre ruote" erano usciti dal Motomondiale: la sua ottantaduesima e ultima vittoria fu nella gara austriaca di Coppa del Mondo Sidecar di quell'anno, a 46 anni. Negli anni ottanta Biland corse anche gare automobilistiche di Formula 3, Formula 2 (fu sesto a Pau nel 1983) e Sport Prototipi.
Dopo il ritiro dalle competizioni Biland gestì, nella stagione 1999, il team MuZ, ribattezzandolo Team Biland GP1. L'esperienza, nonostante le due pole-position dell'olandese Jurgen van den Goorbergh e il 5º posto nel Mondiale Costruttori, non ebbe seguito per mancanza di sponsor. Dopo quest'esperienza l'ex pilota svizzero aprì una società, tuttora attiva, che organizza eventi per kart.

## Risultati nel motomondiale
| 1974 | Classe  | Moto         |   |   |   |   |   |   |   |    |    |   |    |    |  |  |  | Punti | Pos. |
| ---- | ------- | ------------ | - | - | - | - | - | - | - | -- | -- | - | -- | -- |  |  |  | ----- | ---- |
| 1974 | Sidecar | CAT/Crescent | - | - | 8 | 2 | - | - | - | NE | NE | - | NE | NE |  |  |  | 15    | 9º   |

| 1975 | Classe  | Moto          |   |    |   |   |    |   |   |     |    |    |   |    |  |  |  | Punti | Pos. |
| ---- | ------- | ------------- | - | -- | - | - | -- | - | - | --- | -- | -- | - | -- |  |  |  | ----- | ---- |
| 1975 | Sidecar | Seymaz/Yamaha | - | NE | 8 | 1 | NE | - | 2 | Rit | NE | NE | - | NE |  |  |  | 30    | 3º   |

| 1976 | Classe  | Moto          |   |   |    |    |   |     |   |    |    |   |   |    |  |  |  | Punti | Pos. |
| ---- | ------- | ------------- | - | - | -- | -- | - | --- | - | -- | -- | - | - | -- |  |  |  | ----- | ---- |
| 1976 | Sidecar | Seymaz/Yamaha | 1 | - | NE | NE | - | Rit | - | NE | NE | 3 | 4 | NE |  |  |  | 33    | 4º   |

| 1977 | Classe  | Moto          |    |   |   |    |    |     |    |   |     |    |    |   |   |  |  | Punti | Pos. |
| ---- | ------- | ------------- | -- | - | - | -- | -- | --- | -- | - | --- | -- | -- | - | - |  |  | ----- | ---- |
| 1977 | Sidecar | Schmid/Yamaha | NE | 1 | 1 | NE | NE | Rit | NE | 1 | Rit | NE | NE | 4 | 8 |  |  | 56    | 2º   |

| 1978 | Classe  | Moto                    |    |    |   |   |   |     |   |    |    |   |     |   |    |  |  | Punti | Pos. |
| ---- | ------- | ----------------------- | -- | -- | - | - | - | --- | - | -- | -- | - | --- | - | -- |  |  | ----- | ---- |
| 1978 | Sidecar | TTM/Yamaha e BEO/Yamaha | NE | NE | 1 | 1 | 1 | Rit | 3 | NE | NE | 2 | Rit | 2 | NE |  |  | 79    | 1º   |

| 1979 | Classe      | Moto          |    |   |   |    |    |    |   |   |   |    |   |   |    |  |  | Punti | Pos. |
| ---- | ----------- | ------------- | -- | - | - | -- | -- | -- | - | - | - | -- | - | - | -- |  |  | ----- | ---- |
| 1979 | Sidecar B2A | Schmid/Yamaha | NE | - | - | NE | NE | NE | 1 | 2 | 3 | NE | 1 | 1 | NE |  |  | 67    | 1º   |

| 1980 | Classe  | Moto       |    |    |   |   |   |   |   |     |   |   |  |  |  |  |  | Punti | Pos. |
| ---- | ------- | ---------- | -- | -- | - | - | - | - | - | --- | - | - |  |  |  |  |  | ----- | ---- |
| 1980 | Sidecar | LCR/Yamaha | NE | NE | 1 | 1 | - | 3 | 4 | Rit | 1 | - |  |  |  |  |  | 63    | 2º   |

| 1981 | Classe  | Moto       |    |   |   |    |   |   |    |   |   |    |   |   |   |   |  | Punti | Pos. |
| ---- | ------- | ---------- | -- | - | - | -- | - | - | -- | - | - | -- | - | - | - | - |  | ----- | ---- |
| 1981 | Sidecar | LCR/Yamaha | NE | 2 | - | NE | 1 | 1 | NE | 3 | 1 | NE | 1 | 1 | 1 | 1 |  | 127   | 1º   |

| 1982 | Classe  | Moto       |    |   |    |    |    |   |   |    |   |   |   |   |   |   |  | Punti | Pos. |
| ---- | ------- | ---------- | -- | - | -- | -- | -- | - | - | -- | - | - | - | - | - | - |  | ----- | ---- |
| 1982 | Sidecar | LCR/Yamaha | NE | 1 | NE | NE | NE | 1 | 1 | NE | - | 1 | 1 | - | - | 1 |  | 82,5  | 2º   |

| 1983 | Classe  | Moto       |    |   |    |   |  |   |    |   |   |   |   |   |  |  |  | Punti | Pos. |
| ---- | ------- | ---------- | -- | - | -- | - |  | - | -- | - | - | - | - | - |  |  |  | ----- | ---- |
| 1983 | Sidecar | LCR/Yamaha | NE | 1 | NE | - |  | 1 | NE | 1 | 1 | 4 | 1 | 1 |  |  |  | 98    | 1º   |

| 1984 | Classe  | Moto       |    |    |    |   |   |   |    |   |   |   |   |    |  |  |  | Punti | Pos. |
| ---- | ------- | ---------- | -- | -- | -- | - | - | - | -- | - | - | - | - | -- |  |  |  | ----- | ---- |
| 1984 | Sidecar | LCR/Yamaha | NE | NE | NE | - | - | 1 | NE | 1 | - | 2 | 1 | NE |  |  |  | 57    | 4º   |

| 1985 | Classe  | Moto                     |    |    |   |    |   |    |   |   |   |    |   |    |  |  |  | Punti | Pos. |
| ---- | ------- | ------------------------ | -- | -- | - | -- | - | -- | - | - | - | -- | - | -- |  |  |  | ----- | ---- |
| 1985 | Sidecar | LCR/Yamaha e LCR/Krauser | NE | NE | 4 | NE | 1 | NE | 1 | 2 | - | NE | - | NE |  |  |  | 50    | 3º   |

| 1986 | Classe  | Moto        |    |    |   |   |    |   |   |   |   |   |    |   |  |  |  | Punti | Pos. |
| ---- | ------- | ----------- | -- | -- | - | - | -- | - | - | - | - | - | -- | - |  |  |  | ----- | ---- |
| 1986 | Sidecar | LCR/Krauser | NE | NE | 2 | - | NE | - | 4 | - | - | - | NE | 2 |  |  |  | 32    | 8º   |

| 1987 | Classe  | Moto        |    |   |    |    |   |    |   |   |   |   |   |    |    |    |    | Punti | Pos. |
| ---- | ------- | ----------- | -- | - | -- | -- | - | -- | - | - | - | - | - | -- | -- | -- | -- | ----- | ---- |
| 1987 | Sidecar | LCR/Krauser | NE | - | NQ | NE | 1 | NE | 4 | 1 | - | 1 | 1 | NE | NE | NE | NE | 68    | 3º   |

| 1988 | Classe  | Moto        |    |    |    |   |    |   |   |   |   |    |   |   |   |   |    | Punti | Pos. |
| ---- | ------- | ----------- | -- | -- | -- | - | -- | - | - | - | - | -- | - | - | - | - | -- | ----- | ---- |
| 1988 | Sidecar | LCR/Krauser | NE | NE | NE | 1 | NE | 1 | 1 | 1 | 1 | NE | 1 | 2 | 2 | - | NE | 154   | 2º   |

| 1989 | Classe  | Moto        |    |    |   |    |    |   |   |    |   |   |   |   |   |   |    | Punti | Pos. |
| ---- | ------- | ----------- | -- | -- | - | -- | -- | - | - | -- | - | - | - | - | - | - | -- | ----- | ---- |
| 1989 | Sidecar | LCR/Krauser | NE | NE | - | NE | NE | - | 1 | NE | 3 | 3 | 1 | 3 | 1 | - | NE | 105   | 4º   |

| 1990 | Classe  | Moto        |    |   |   |   |    |   |   |   |   |    |   |   |   |   |    | Punti | Pos. |
| ---- | ------- | ----------- | -- | - | - | - | -- | - | - | - | - | -- | - | - | - | - | -- | ----- | ---- |
| 1990 | Sidecar | LCR/Krauser | NE | - | 3 | 1 | 10 | 4 | 4 | 2 | - | 13 | 3 | 3 | - | 2 | NE | 134   | 4º   |

| 1991 | Classe  | Moto      |    |    |   |   |     |   |   |   |   |   |   |   |   |   |    | Punti | Pos. |
| ---- | ------- | --------- | -- | -- | - | - | --- | - | - | - | - | - | - | - | - | - | -- | ----- | ---- |
| 1991 | Sidecar | LCR/Honda | NE | NE | 4 | 4 | Rit | 3 | 2 | 4 | 2 | 1 | 1 | - | 1 | 1 | NE | 168   | 2º   |

| 1992 | Classe  | Moto        |  |  |  |   |  |  |   |   |   |   |   |  |  |  |  | Punti | Pos. |
| ---- | ------- | ----------- |  |  |  | - |  |  | - | - | - | - | - |  |  |  |  | ----- | ---- |
| 1992 | Sidecar | LCR/Krauser |  |  |  | - |  |  | 8 | 1 | 1 | 1 | 1 |  |  |  |  | 98    | 1º   |

| 1995 | Classe  | Moto    |    |    |    |    |   |   |   |   |   |   |    |    |   |  |  | Punti | Pos. |
| ---- | ------- | ------- | -- | -- | -- | -- | - | - | - | - | - | - | -- | -- | - |  |  | ----- | ---- |
| 1995 | Sidecar | LCR/BRM | NE | NE | NE | NE | - | - | - | 1 | 1 | 1 | NE | NE | 1 |  |  | 100   | 2º   |

| 1996 | Classe  | Moto          |    |    |    |    |   |    |   |   |   |   |   |    |   |    |    | Punti | Pos. |
| ---- | ------- | ------------- | -- | -- | -- | -- | - | -- | - | - | - | - | - | -- | - | -- | -- | ----- | ---- |
| 1996 | Sidecar | LCR/Swissauto | NE | NE | NE | NE | 4 | NE | 6 | 6 | 2 | 3 | 1 | NE | 1 | NE | NE | 119   | 2º   |

| Legenda | 1º posto        | 2º posto            | 3º posto            | A punti      | Senza punti        | Grassetto – Pole position Corsivo – Giro più veloce |
| Legenda | Gara non valida | Non qual./Non part. | Ritirato/Non class. | Squalificato | '-' Dato non disp. | Grassetto – Pole position Corsivo – Giro più veloce |